# Great Scott
«Великий Скотт!» (англ. Great Scott!) — фраза, выражающая крайнюю степень удивления, недоумения или волнения, испуга.

## Происхождение
Точное происхождение фразы неизвестно.
По одной из версий, в ней упоминается главнокомандующий армии США времён Гражданской войны, генерал Уинфилд Скотт, известный среди солдат своих войск под шутливым прозвищем Old Fuss and Feathers (с англ. — «Старина Пух и Прах»). По мнению Майкла Квиниона, эта версия выглядит вполне правдоподобно, учитывая, что к концу жизни генерал Скотт весил порядка 136 килограммов и был слишком тяжёлым, чтобы ездить верхом на лошади, то есть был в прямом смысле слова велик. В ежедневной газете The New York Times от мая 1861 года упоминается фраза: «These gathering hosts of loyal freemen, under the command of the great SCOTT».

«Великий… Скотт!», — выдохнул он в изумлении, использовав в своей божбе имя главнокомандующего, что было свойственно офицерам в те дни.
Оригинальный текст (англ.)‘Great—Scott!’ he gasped in his stupefaction, using the name of the then commander-in-chief for an oath, as officers sometimes did in those days.

Это же восклицание рядовой Роберт Нокс Сниден, знаменитый художник и картограф времён Гражданской войны в США, использует в записи своего дневника, датированной 3 мая 1864 года.
По другой версии, фраза является интерпретацией немецкого приветственного выражения Grüß Gott! (что означает Благослови тебя Господь) — писатель и этимолог Джон Чиарди долгое время настаивал именно на этой версии, но во время радиоэфира в 1985 года отверг её, как несостоятельную. Сейчас учёные склонны считать, что это видоизменённая фраза «[by the] grace of God» — в общем-то, обычное поминание имени Господнего в повседневной жизни, выражающее негодование.

## Влияние на культуру
Литература:
- Фраза часто используется в комиксах середины XX века, в том числе и комиксах про Супермена.
- Марк Твен использует эту фразу в нескольких своих произведениях — «Янки из Коннектикута при дворе короля Артура» и «Следуя за экватором».
- В рассказе Герберта Уэллса «Замечательный случай с глазами Дэвидсона» один из персонажей произносит эту фразу[3]:

— Великий Скотт! — воскликнул он. Три-четыре года тому назад была в моде такая божба.
— Перевод К. И. Чуковского
- Фраза появляется в нескольких произведениях знаменитого писателя Клайва Льюиса, в том числе и в романах о Нарнии.

Кино:
- Фраза стала визитной карточкой одного из персонажей трилогии «Назад в будущее» — учёного Эмметта Брауна. В разных версиях перевода фраза переводится по-разному, так как происхождение неизвестно, трудно понять, что именно упоминает персонаж. Ближайшим русскоязычным аналогом фразы является выражение «Святые угодники!».
- Используется персонажами сериалов «Офис» и «Овца в большом городе», а также фильмов «Денис-мучитель» и «Шоу ужасов Рокки Хоррора».
- Кроме того, это название вымышленного ситкома в фильме «Больше чем секс» c Эштоном Катчером и Натали Портман.
- Главный герой сериала «Дживс и Вустер» Берти Вустер (английский аристократ, конец 1920-х) часто использует фразу.

Игры:
- В компьютерной игре Half-Life 2 эту фразу произносит доктор Кляйнер, увидев Гордона по видеосвязи (когда Барни отводит его в сторонку в самом начале игры).
- В компьютерной игре Team Fortress 2 эту фразу часто произносит Подрывник.

Другое:
- Район округа Сэнт-Луиса в штате Миннесота, состоящий из нескольких небольших городов, назван содружеством уполномоченных лиц в честь любимого фразеологизма одного из его членов[4].

- Существует несколько музыкальных групп с таким названием: The Great Scott Band Архивная копия от 9 марта 2016 на Wayback Machine и более знаменитая Great Scott Архивная копия от 9 марта 2016 на Wayback Machine.
- Также это было название ныне закрытой сети супермаркетов в городе Детройт, штат Мичиган. Всего сеть насчитывала 37 филиалов. Компанию поглотила The Kroger Co. в сентябре 1990 года[5]. Однако данная сеть магазинов не связана с одноимённой ныне работающей в Северо-Западном Огайо.

- Оператор радио-станций в районе полуострова Делмарва носит название Great Scott Broadcasting.
- Девятикилограммовый камень, доставленный с Луны космическим кораблем Аполлон-15, был назван Great Scott.